# Casciotta d’Urbino
| Casciotta d’Urbino | Casciotta d’Urbino                               |
| ------------------ | ------------------------------------------------ |
| Herkunft           | Italien – Provinz Pesaro und Urbino              |
| Ausgangs- produkte | Vollmilch von Schaf (70 %) und Kuh (30 %)        |
| Käsegruppe         | Schnittkäse                                      |
| Fett i. Tr.        | 21,7 %                                           |
| Form               | zylindrisch                                      |
| Gewicht            | 0,8–1,2 kg                                       |
| Reifezeit          | mindestens 20 Tage bis mehrere Jahre             |
| Rinde              | strohgelb                                        |
| Teig               | helles strohgelb, weich aber mürbe, feine Löcher |
| Aroma              | lieblich süß, mit angenehmer Säure               |
| Geschmack          | vollmundig, lieblich süß, mit angenehmer Säure   |
| Zertifizierung     | DOP                                              |

Casciotta d’Urbino ist ein italienischer Schnittkäse. Casciotta d’Urbino DOP darf nur im Gebiet der Provinz Pesaro und Urbino (Marken) hergestellt werden.

## Geschichte
Erste schriftliche Dokumente vom Verzehr sind aus der Zeit der großen Hochzeitsbankette der Familien Sforza und Della Rovere bekannt.
Der berühmteste Genießer des Käses war Michelangelo, er beauftragte seinen Diener Francesco Amadori aus Castel Durante (mit dem Spitznamen „l’Urbino“) damit, mehrere Landgüter im Gebiet von Durante zu kaufen, so dass er stets mit „Casciotta“ versorgt sei.
Am 30. März 1983 erhält der „Casciotta d’Urbino“ die DOC Zertifizierung für Produkte mit geschützter Ursprungsbezeichnung.
1992 wurde ein Schutzkonsortium aus 14 Erzeugerbetrieben gegründet.

## Markenzeichen
Die Echtheit des Casciotta d’Urbino ist durch das vom Konsortium genehmigten Etikettes auf der Oberseite des Käselaibes gekennzeichnet. Auf dem Etikett sind:
- oben der Produktname und die Gemeinschaftsmarke für DOP-Produkte
- in der Mitte ein Bild der Stadt Urbino
- unten das Logo des Schutzkonsortiums

## Herstellung
Der Casciotta wird aus Schaf- (70–80 %) und Kuhvollmilch (20–30 %) hergestellt. Die Milch wird bei einer Temperatur von 35 °C geronnen.
Der Käsebruch wird per Hand in die Formen gepresst. Im Wechsel erfolgt danach eine Trockensalzung mit einem Salzbad. Die Mindest-Reifezeit beträgt 20 Tage.

## Verwendung in der Küche und Lagerung
Die Lagertemperatur sollte zwischen 4° und 8° liegen. Die Verzehrtemperatur bei 18° bis 22°. Der junge Käse eignet sich zur Verfeinerung von Soßen und zu leichten Salaten. Gerne wird der gereifte Käse zum Abschluss einer Speisenfolge genossen, hierzu werden Konfitüren, Marmeladen, Honig oder karamellisierte Feigen gereicht.